# 武器贸易条约
《武器贸易条约》（ATT）是一项规范常规武器国际贸易的军备控制多边条约。
条约于2014年12月24日生效。已有116个国家签署并批准了条约，另有26个国家签署但尚未批准条约。
条约旨在规范常规武器国际贸易，以促进国际和平；减少人类痛苦；促进各国之间的合作、透明度和负责任的行动。
该条约于2012年7月2日至27日在联合国主持下在纽约市举行的一次全球会议上进行了谈判。由于当时无法就最终文本达成一致，因此该会议的新会议定于2013年3月18日至28日举行。2013年4月2日，联合国大会通过了《武器贸易条约》。
据估计，国际武器贸易每年达700亿美元。

## 起源
条约的起源可以追溯到20世纪80年代末，当时民间社会和诺贝尔和平奖得主对全球武器贸易的不受监管和对人类安全的影响表示担忧。
条约是哥斯达黎加总统、1987年诺贝尔和平奖得主奥斯卡·阿里亚斯于1997年开始的一项的努力。阿里亚斯领导一群诺贝尔和平奖得主在纽约举行会议，为国际武器贸易制定规则。与会者包括埃利·维瑟尔、貝蒂·威廉斯、第十四世达赖喇嘛、若泽·拉莫斯·奥尔塔、国际防止核战争医生组织、大赦国际和美国教友会的代表。最初的想法是为武器贸易制定标准，并被国际社会采纳。在接下来的16年里，阿里亚斯和平与人类进步基金会在条约获得批准方面发挥了重要作用。
2001年，联合国轻武器非法贸易大会通过了一项不具法律约束力的方案，正式名称是“从各个方面防止、打击和消除轻武器非法贸易的行动纲领”。
一群诺贝尔和平奖得主于2003年提出了《武器贸易条约》，2006年12月，联合国大会通过了题为“推动拟订一项武器贸易条约：建立常规武器进出口和转让共同国际标准”的第61/89号决议，首次在联合国讨论了该条约。
与《行动纲领》一样，《武器贸易条约》的前提是，轻武器非法贸易是一个巨大而严重的问题，需要通过联合国采取全球行动。2012年劳特利奇和平与冲突解决研究的一份报告称，“与国际上完全非法的黑市武器走私相比，转移或滥用官方授权的转让的相对重要性已得到充分证实。对于大多数发展中国家或脆弱国家来说，对授权枪支持有的国内监管薄弱与官方持有的枪支被盗、丢失或腐败销售相结合，往往比跨境非法贩运更令人担忧。”

## 发展

### 联合国大会第61/89号决议
2006年12月18日，英国多边军备控制和裁军大使约翰·邓肯正式介绍了第61/89号决议，请联合国秘书长征求联合国会员国的意见，并向联合国大会提交一份报告。94个国家提交了意见。邓肯代表一些国家共同（阿根廷、澳大利亚、哥斯达黎加、芬兰、法国、日本和肯尼亚）发言。芬兰代表欧洲联盟强调了对这一努力的支持。
2006年12月，153个成员国投票赞成该决议。24个国家弃权：巴林、白俄罗斯、中国、埃及、印度、伊朗、伊拉克、以色列、科威特、老挝、利比亚、马绍尔群岛、尼泊尔、阿曼、巴基斯坦、卡塔尔、俄罗斯、沙特阿拉伯、苏丹、叙利亚、阿联酋、委内瑞拉、也门和津巴布韦。
针对在决议最终草案之前未解决的程序问题，英国表示，该倡议的目的是就《武器贸易条约》的可行性展开讨论。投票后，阿尔及利亚表示，这一努力必须得到各国的广泛支持，并以《联合国宪章》的原则为基础。

#### 政府专家组
第61/89号决议请秘书长在公平的基础上设立一个政府专家组，审查这一法律文书的可行性、范围和暂定参数，并将专家组的报告转递联合国大会第六十三届会议审议。2007年9月28日，秘书长任命了一个来自28个国家的政府专家组：阿尔及利亚、阿根廷、澳大利亚、巴西、中国、哥伦比亚、哥斯达黎加、古巴、埃及、芬兰、法国、德国、印度、印度尼西亚、意大利、日本、肯尼亚、墨西哥、尼日利亚、巴基斯坦、罗马尼亚、俄罗斯、南非、西班牙、瑞士、乌克兰、英国和美国。该小组在2008年举行了三次会议，并发表了关于这一问题的最终报告。

### 筹备委员会和会议
2009年，时任哥斯达黎加总统的奥斯卡·阿里亚斯在联合国介绍了该条约，他说：
我今天回来，作为现代的里普·范·温克尔，看到除了这一点，一切都变了。距离和平还有一步之遥。尽管做出了承诺，但核武器和常规武器仍然存在。我们有责任确保二十年后我们不会意识到我们今天遭受的同样的恐怖。我并非不知道世界上最大的军火商都在这里。但今天，我不是对武器制造商说话，而是对人类领导人说话，他们有责任把原则放在利润之前，并实现我们最终可以安然入睡的未来的承诺。
同年，一个对所有国家开放的不限成员名额工作组就武器贸易条约举行了两次会议。该小组共计划举行六届会议。然而，2009年底，联合国大会第A/RES/64/48号决议决定于2012年召开一次武器贸易条约会议，“就常规武器转让的最高共同国际标准制定一项具有法律约束力的文书”。这一决定受到了美国立场变化的影响（美国是最大的武器生产国，也是唯一一个投票反对第61/89号决议的国家），这是在乔治·W·布什向巴拉克·奥巴马总统换届时发生的，条件是他们“遵循共识决策规则，以确保所有国家都能遵守实际改善全球局势的标准”。

### 条约通过

2013年，联合国大会对《武器贸易条约》进行了投票

2013年4月2日，联合国大会（第71次全体会议）以154票赞成、3票反对、23票弃权通过了《武器贸易条约》。朝鲜、伊朗和叙利亚投了反对票。中国和俄罗斯是武器出口最多的国家之一，也是23个弃权的国家之一。古巴、印度、印度尼西亚、缅甸、尼加拉瓜、沙特阿拉伯和苏丹也投了弃权票。亚美尼亚、多米尼加共和国、委内瑞拉和越南没有投票。
条约于2013年6月3日在纽约开放供签署，2014年12月24日生效，即第50个国家批准90天后生效。

## 内容
联合国裁军事务厅声称，该条约不会干涉其成员国的国内武器贸易或携带武器的权利；禁止出口任何类型的武器；损害正当自卫权；或者破坏已经制定的国家武器监管标准。
《武器贸易条约》规定，成员国有义务监督武器出口，确保武器不会违反现有的武器禁运，或最终被用于侵犯人权，包括恐怖主义。在联合国的协助下，成员国将制定可执行的、标准化的武器进出口法规（与美国已经存在的法规非常相似），并被期望跟踪出口目的地，以确保它们不会落入坏人之手。理想情况下，这意味着限制致命武器流入叙利亚等地。
条约的支持者表示，该条约仅适用于国际武器贸易，对现行国内法没有影响。这些倡导者指出，联合国大会决议启动了《武器贸易条约》的进程。该决议明确指出，“各国有权规范内部武器转让和国家所有权，包括通过宪法对私人所有权的保护。”

### 倡导内容
国际非政府组织和人权组织，包括大赦国际、乐施会、阿里亚斯和平与人类进步基金会、加强世界安全组织和国际禁止小武器行动网（领导控制武器运动），已经对有效的武器贸易条约进行了分析。
条约将确保，如果存在可能发生以下情况的重大风险，则不允许进行任何转让：
- 用于严重违反国际人权法，國際人道法，种族灭绝或危害人类罪；

- 为恐怖袭击、基于性别的暴力犯罪或为有组织犯罪提供便利；

- 违反《联合国宪章》义务，包括联合国规定的武器禁运；

- 从其指定的收件人处转移；

- 对地区安全产生不利影响；或

严重损害减贫或社会经济发展。
条约的漏洞将被最小化。它将包括：
- 所有武器，包括所有军事、安全和警察武器、相关设备和弹药、部件、专业知识和生产设备；

- 国家批准的商业贸易中的所有类型的转让，包括进口、出口、再出口、临时转让和转运，以及技术转让、贷款、礼物和援助；和

- 所有交易，包括交易商和经纪人的交易，以及提供技术援助、培训、运输、仓储、融资和安全的交易。

大赦国际网站上的“漏洞”包括用于猎鹿的霰弹枪，其与军用/警用霰弹枪几乎相同，以及用于远程射击的步枪，其与军方/警用狙击步枪几乎相同。大赦国际主张，任何可行的武器贸易管制都必须包括民用枪支；否则，政府可以授权进出口运动枪支，其功能几乎与军用/警用武器相同。
它必须是可行和可执行的。它必须：
- 为条约的全面、明确执行提供指导方针；

- 确保透明度，包括国家武器转让的完整年度报告；

- 有一个有效的机制来监督合规情况；

- 确保问责制，包括裁决、争端解决和制裁条款；

- 包括一个全面的国际合作与援助框架。

非政府组织还主张，条约必须加强现有的责任，以协助武装暴力幸存者，并确定解决痛苦和创伤的新途径。

## 批评
对《武器贸易条约》的反对包括国家反对和民间社会的反对。在谈判期间，30多个国家反对《武器贸易条约》，大多数国家关注条约对国家主权的影响。从公民社会的角度来看，关注国家主权或个人武装防御权利的团体一直对《武器贸易条约》持怀疑态度。虽然这些民间团体并不从根本上反对条约，但他们对确保《武器贸易条约》不会破坏国家宪法保护个人权利持怀疑态度。反对条约的民间社会团体主要来自美国，包括美国全国步枪协会（NRA）、国家射击运动基金会、美国宪法第二修正案基金会和传统基金会。全国步枪协会和美国枪支拥有者表示，该条约试图绕过美國憲法第二修正案和国家宪法，以实施国内枪支法规。
全国步枪协会的游说机构立法行动研究所（ILA）是反对《武器贸易条约》的团体之一。2012年7月，法协会表示：
反枪支条约的支持者继续误导公众，声称该条约对美国枪支拥有者没有影响。这是赤裸裸的谎言。例如，最新的条约草案包括进出口管制，要求进口国官员收集枪支“最终用户”的信息，保存20年，并将信息提供给枪支出口国。换言之，如果您购买了贝雷塔霰弹枪，您将成为“最终用户”，美国政府将不得不保留您的记录，并将您的购买情况通知意大利政府。这是枪支登记。如果美国拒绝对守法的美国枪支拥有者进行数据收集，其他国家可能会被要求禁止向美国出口枪支
2012年7月12日，美国发表声明，谴责选择伊朗担任会议副主席。声明称此举“令人发指”，并指出伊朗因武器扩散而受到联合国安理会的制裁。
加拿大人权组织“犁头计划”指责加拿大违反了条约以及本国法律，向土耳其出售“高科技成像和瞄准系统，并在叙利亚内战中帮助实施空袭。

## 缔约国

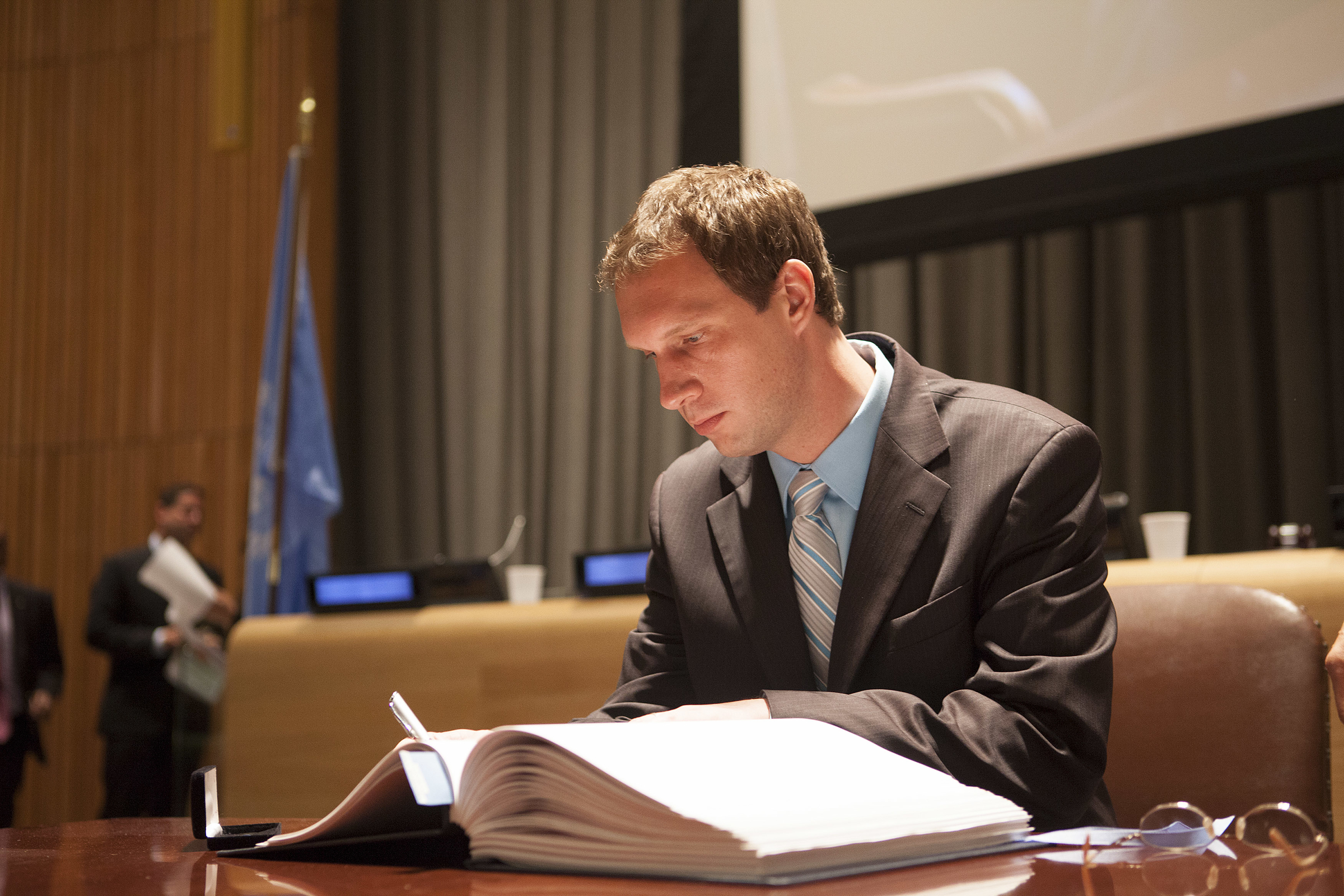
斯洛文尼亚签署条约

截至2024年11月，已有116个国家批准或加入了《武器贸易条约》，其中包括世界十大武器生产国中的六个（法国、德国、西班牙、中国、英国和意大利）。在条约生效之前，21个批准国暂时适用条约第6条和第7条。欧盟理事会第2013/768/CFSP号决定设立的《武器贸易条约》外联项目（ATT-OP）表明了欧盟对条约的大力支持。